# 肋形尖额蚤
肋形尖额蚤（学名：Alona costata）为盘肠蚤科尖额蚤属的动物。分布于日本、瑞典、挪威、丹麦、芬兰、英国、法国、德国、瑞士、捷克、斯洛伐克、俄罗斯、南非、肯尼亚、马拉维、台湾岛以及中国大陆的广东、福建、浙江、江苏、安徽、江西、湖南、湖北、四川、山东、河北、宁夏、吉林、黑龙江、云南、贵州、内蒙古、陕西、青海、西藏、新疆等地，一般栖息于湖泊与水库的沿岸、池沼以及水潭中。